# Alfred Chmelik

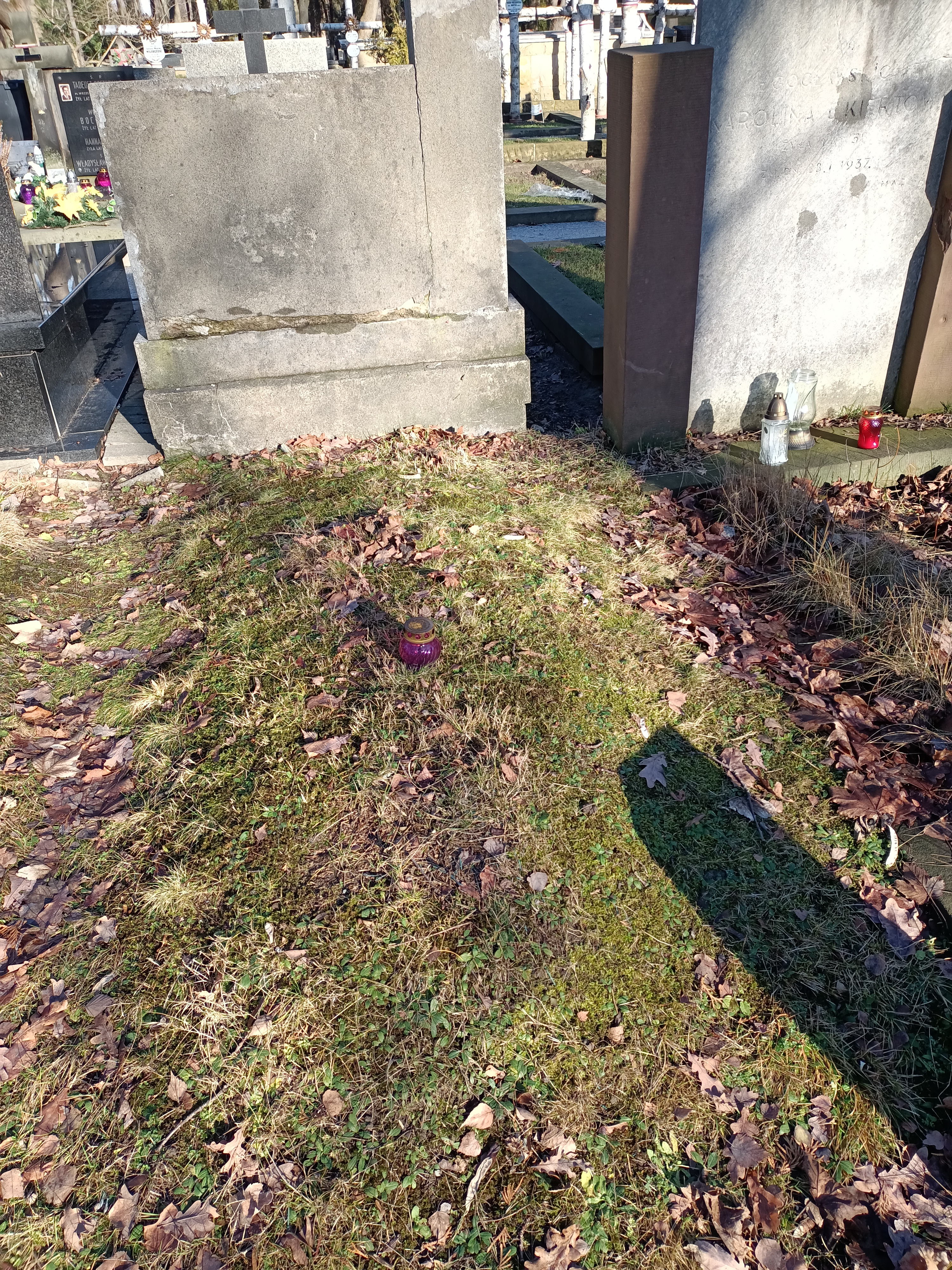
Grób Alfreda Chmielika na Cmentarzu Wojskowym na Powązkach

Alfred Wojciech Henryk Chmelik (ur. 10 marca 1892 w Przemyślu, zm. 22 czerwca 1939 w Warszawie) – major artylerii Wojska Polskiego, kawaler Orderu Virtuti Militari.

## Życiorys
Urodził się 10 marca 1892 w Przemyślu, ówczesnym mieście powiatowym Królestwa Galicji i Lodomerii, w rodzinie Wojciecha i Kazimiery z Wicencików. Był członkiem Organizacji Młodzieży Niepodległościowej „Zarzewie” i Tajnego Skautingu.
W czasie I wojny światowej walczył w szeregach cesarskiej i królewskiej Armii. Jego oddziałem macierzystym był Pułk Armat Polowych Nr 1, który w 1916 został przemianowany na Pułk Armat Polowych Nr 12, a dwa lata później na Pułk Artylerii Polowej Nr 12. Na stopień podporucznika został mianowany ze starszeństwem z 1 września 1915, a porucznika ze starszeństwem z 1 listopada 1917 w korpusie oficerów rezerwy artylerii polowej i górskiej.
Pod koniec listopada 1918 w Nowym Targu objął dowództwo 1. baterii 1 Pułku Artylerii Górskiej, która w maju 1919 została przemianowana na 1. baterię 6 Pułku Artylerii Polowej. Na jej czele walczył na wojnie z Ukraińcami, a następnie wojnie z bolszewikami. Wyróżnił się 21 i 23 maja 1920 w walkach pod Horodyszczem i Wołkołatą.
W grudniu 1925 powierzono mu obowiązki kwatermistrza 23 Pułku Artylerii Polowej. Później został przeniesiony do 21 Pułku Artylerii Polowej w Białej, a w styczniu 1927 do 28 Pułku Artylerii Polowej w Zajezierzu na stanowisko pełniącego obowiązki kwatermistrza. 12 kwietnia 1927 został mianowany majorem ze starszeństwem z 1 stycznia 1927 i 28. lokatą w korpusie oficerów artylerii. Po awansie został zatwierdzony na stanowisku kwatermistrza. W grudniu 1929 został przeniesiony z 28 pap na stanowisko rejonowego inspektora koni Dęblin. Obowiązki na tym stanowisku pełnił przez kolejnych dziesięć lat.
Był żonaty, miał córkę Irenę (ur. 18 września 1926) i syna Jerzego (ur. 14 grudnia 1929).
Zmarł 22 czerwca 1939 w Warszawie. Dwa dni później został pochowany na Cmentarzu Wojskowym na Powązkach (kwatera A17-1-13).

## Ordery i odznaczenia
- Krzyż Srebrny Orderu Wojskowego Virtuti Militari nr 1224 – 22 lutego 1921[15]
- Krzyż Walecznych[16]
- Złoty Krzyż Zasługi[2]
- Medal Niepodległości – 24 października 1931 „za pracę w dziele odzyskania niepodległości”[17]
- Medal Pamiątkowy za Wojnę 1918–1921[2]
- Medal Dziesięciolecia Odzyskanej Niepodległości
- Brązowy Medal Zasługi Wojskowej z mieczami na wstążce Krzyża Zasługi Wojskowej[18]
- Krzyż Wojskowy Karola[18]